# 탈수소 효소
탈수소효소(脫水素酵素, 영어: dehydrogenase)는 전자 수용체(보통 NAD+/NADP+ 또는 FAD/FMN과 같은 플라빈 조효소)를 환원시켜 기질을 산화시키는 산화환원효소의 한 종류이다. 모든 촉매와 마찬가지로 탈수소효소는 경우에 따라 정반응 및 역반응을 촉매하며, 이는 생리학적으로 매우 중요하다. 예를 들어 알코올 탈수소효소는 동물에서 에탄올을 아세트알데하이드로 산화시키는 반응을 촉매할 뿐만 아니라 효모에서 아세트알데하이드로부터 에탄올을 생성하는 등의 반응을 촉매한다.

## IUBMB 분류
산화환원반응을 촉매하는 효소인 산화환원효소는 효소 촉매 반응의 IUBMB 분류에서 EC 1을 구성한다. 이들 중 어느 것이라도 탈수소효소라고 부를 수 있는데, 특히 NAD+가 전자 수용체(산화제)인 것들이다. 환원효소는 기질의 환원을 생리적으로 강조할 때 사용되며, 산화효소는 O2가 전자 수용체일 때만 사용된다. 산화환원효소의 계통명은 "공여체:수용체 산화환원효소"이지만, 가능하면 "공여체 탈수소효소"로 보다 편리하게 명명된다.

## 촉매 반응

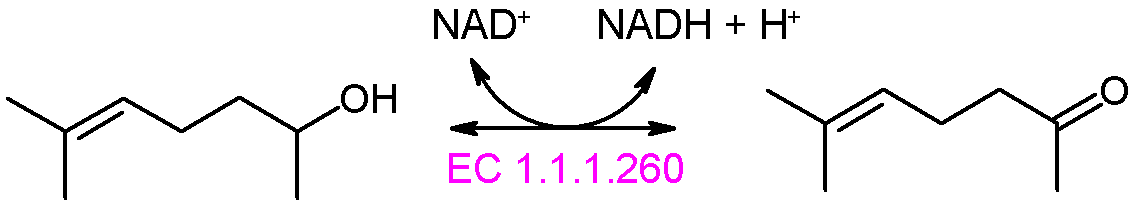
환원효소에 의해 촉매되는 반응

탈수소효소는 수소(전자와 함께)를 전자 수용체로 전달하여 기질을 산화시킨다. 탈수소효소의 일반적인 전자 수용체는 NAD+ 또는 FAD이다. 이것은 기질의 산화로 간주되어 기질이 수소 원자를 잃거나 물로부터 산소 원자를 얻는다. "탈수소효소(dehydrogenase)"라는 이름은 수소(hydrogen)의 제거(de-)를 촉매하는 효소(-ase)라는 의미에서 명명되었다. 탈수소효소의 반응은 일반적으로 두 가지 형태로 나타난다. 하나는 수소화물의 전달과 양성자(H+)의 방출(종종 두 번째 반응물로서 물과 함께)이며, 다른 하나는 두 개의 수소의 전달이다.

### 수소화물의 전달 및 양성자의 방출
때때로 탈수소효소의 촉매 반응은 수소화물이 전달되는 경우 다음과 같이 나타낼 수 있다.
AH + B+ ↔ A+ + BH

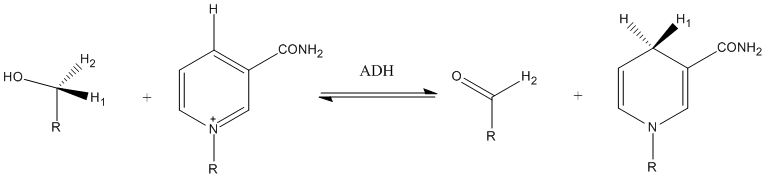
알코올 탈수소효소는 전자 운반체인 NAD^{+}의 도움으로 에탄올을 산화시켜 아세트알데하이드를 생성한다.

A는 산화될 기질을 나타내고, B는 수소화물 수용체를 나타낸다. 수소화물이 A에서 b로 전달될 때 A가 양전하를 띠는 것에 주목해야 한다. 이것은 효소가 수용체를 BH로 환원시키기 위해 기질로부터 두 개의 전자를 가져오기 때문이다.
탈수소효소의 촉매 반응의 결과가 기질을 항상 양전하를 띠도록 만드는 것은 아니다. 때때로 기질은 양전하를 잃는다. 이것은 이중 결합으로 이동하는 자유 전자를 기질에 남길 수 있다. 이는 알코올이 기질일 때 자주 일어난다. 산소에서 양성자가 떠날 때 산소의 자유 전자는 이중 결합을 생성하는 데 사용된다. 오른쪽에 예시된 그림에서 알코올 탈수소효소에 의해 에탄올이 아세트알데하이드로 산화되는 것을 볼 수 있다.
또 다른 가능성은 물 분자가 반응에 참여하여 수산화물 이온은 기질에 제공하고 양성자는 외부로 방출하는 것이다. 기질에 대해서는 1개의 산소 원자를 추가하는 것이다. 이러한 경우는 아세트알데하이드 탈수소효소에 의한 아세트알데하이드의 아세트산으로의 산화, 에탄올 대사, 식초 생산 과정에서 볼 수 있다.

### 두 개의 수소결합

석신산 탈수소효소에 의해 촉매되는 반응에서는 2개의 수소가 제거될 때 중앙에 있는 2개의 탄소 사이에 이중 결합이 형성되는 것에 주목해야 한다.

위의 경우 탈수소효소는 양성자(H+)를 방출하면서 수소화물을 전달했지만, 탈수소효소는 FAD를 전자 수용체로 사용하여 두 개의 수소를 전달할 수도 있다. 이것은 AH2 + B ⇄ A + BH2로 나타낼 수 있다. 일반적으로 이중 결합은 석신산 탈수소효소가 촉매하는 반응에서와 같이 수소가 제거된 두 원자 사이에 형성된다. 두 개의 수소는 전자와 함께 운반체 또는 다른 생성물로 전달된다.

### 탈수소효소 반응의 확인
산화 반응을 촉매하는 산화환원효소의 하류 부류 간의 차이는 전자 수용체에 있다.

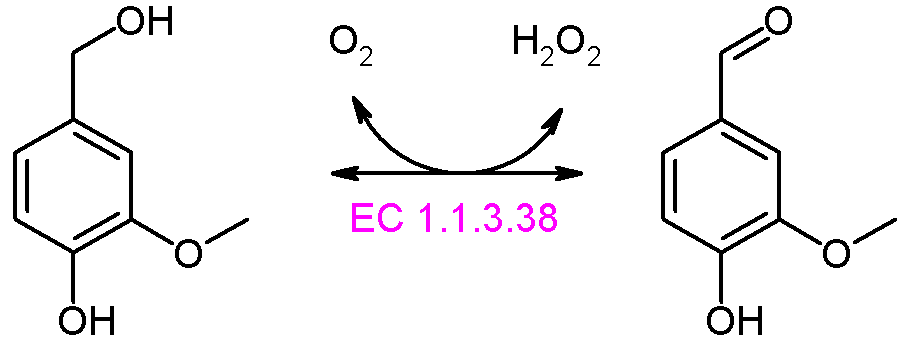
산화효소에 의해 촉매되는 반응은 전자 수용체인 산소의 환원에 주목해야 한다.

탈수소효소와 산화효소는 전자 수용체로 쉽게 구별할 수 있다. 산화효소는 기질에서 전자를 제거하지만, 전자 수용체로 산소만 사용한다. 산화효소의 반응은 AH2 + O2 ↔ A + H2O2와 같이 나타낼 수 있다.
때때로 산화효소의 반응은 4A + 4H+ + O2 ⇄ 4A+ + 2H2O처럼 보일 수도 있다. 이 경우 효소는 기질에서 전자를 떼어내고 유리 양성자를 사용하여 산소를 환원시켜 기질에 양전하를 남긴다. 이때는 생성물이 과산화 수소가 아닌 물이다. 이와 같은 기능을 하는 산화효소의 예로는 전자전달계의 복합체 IV가 있다.
산화효소는 일반적으로 이수소(H2)의 당량을 전달하고 수용체는 이산소(O2)이다. 유사하게 과산화효소(산화환원효소의 하위 부류)는 전자 수용체로 산소가 아닌 과산화 수소(H2O2)를 사용한다.

## 전자 수용체

니코틴아마이드 아데닌 다이뉴클레오타이드(NAD)의 구조

탈수소효소는 기질에서 전자 운반체로 전자를 전달한다. 어떤 전자 운반체가 사용되는지는 일어나는 반응에 따라 다르다. 일반적으로 사용되는 전자 수용체는 NAD+, FAD, NADP+이다. 이 과정에서 전자 운반체가 환원되고 기질의 산화제로 간주된다. 전자 운반체는 보통 보조 인자 중에서 조효소에 속하는 것들이다.

### NAD+
NAD+(니코틴아마이드 아데닌 다이뉴클레오타이드)는 두 개의 뉴클레오타이드를 포함하고 있는 다이뉴클레오타이드이다. 포함하고 있는 뉴클레오타이드 중 하나는 아데닌 그룹이고, 다른 하나는 니코틴아마이드이다. NAD+를 환원시키려면 니코틴아마이드의 6탄소 고리에 1개의 수소와 2개의 전자를 제공해야 한다. 1개의 전자가 양으로 하전된 질소 반대편의 탄소에 추가되어 고리 내의 결합이 재배열되어 질소에 더 많은 전자를 제공할 수 있다. 이러한 결과로 양전하를 잃게 된다. 다른 전자는 추가되는 수소(H)로부터 빼앗아 와서, 수소 이온(H+)을 용액에 남기게 된다. 

니코틴아마이드 아데닌 다이뉴클레오타이드 인산(NADP)의 구조

NAD+의 환원: NAD+ + 2H+ + 2e− ⇄ NADH + H+
NAD+는 ATP를 생성하기 위해 에너지 분자를 분해하는 해당과정과 같은 이화 경로에서 주로 사용된다. NAD+/NADH의 비율은 세포 내에서 매우 높게 유지되기 때문에 NAD+는 산화제 역할을 쉽게 할 수 있다.

### NADP+
NADP+(니코틴아마이드 아데닌 다이뉴클레오타이드 인산)은 아데노신의 리보스 고리에 인산기가 추가되었다는 점에서만 NAD+와 다르다. 인산기의 첨가는 운반체의 전자운반 능력에는 영향을 미치지 않는다. 인산기는 서로 다른 효소들의 활성 부위에 결합하는 NADP+와 NAD+간에 충분한 차이를 만들기 때문에 일반적으로 NADP+와 NAD+는 각각 서로 다른 유형의 반응들을 촉매한다.
NADP+와 NAD+ 두 전자 운반체는 효소에 의해 쉽게 구별되며 서로 다른 반응에 참여한다. NADP+는 주로 동화작용 또는 생합성 경로를 촉매하는 효소와 함께 작용한다. 특히 NADPH는 이러한 반응에서 환원제로 작용하여 반응 후에 NADP+를 생성한다. 이들은 ATP를 사용하여 기질을 좀 더 복잡한 생성물로 전환하는 대사 경로들이다. 동화 경로 및 이화 경로에 대해 두 개의 구별되는 전자 운반체를 갖는 이유는 대사의 조절과 관련이 있다. 세포에서 NADP+/NADPH의 비율은 다소 낮게 유지되기 때문에 NADPH는 환원제로 쉽게 사용될 수 있다. 일반적으로 NADP+가 산화제로 사용되는 것보다 NADPH가 환원제로 더 많이 사용된다.

### FAD

플라빈 아데닌 다이뉴클레오타이드(FAD)의 구조

FAD(플라빈 아데닌 다이뉴클레오타이드)는 아데닌 뉴클레오타이드와 플라빈 모노뉴클레오타이드(FMN)로 구성된 보결분자단(기능에 필요한 단백질에 결합된 비폴리펩타이드 단위)이다. FAD는 독특한 전자 수용체이다. 완전히 환원된 형태는 FADH2(하이드로퀴논 형태로 알려짐)이지만 FAD를 환원시키거나 FADH2를 산화시킴으로써 FADH로 부분적으로 산화·환원시킬 수 있다. 탈수소효소는 일반적으로 FAD를 FADH2로 완전히 환원시킨다. FADH를 생성하는 경우는 드물다.
FAD의 이중 결합 질소 원자는 기질에서 두 개의 수소 원자를 취할 수 있는 좋은 수용체가 된다. 한 개가 아닌 두 개의 원자를 사용하기 때문에 새로 산화된 기질에 이중 결합이 형성될 때 FAD가 종종 관련된다. 한 개의 양성자(H+)만을 취하는 NAD+와 NADP+와는 달리 FAD는 두 개의 전자와 두 개의 양성자(H+)에 의해 환원된다.

## 예

### 생물학적 의미

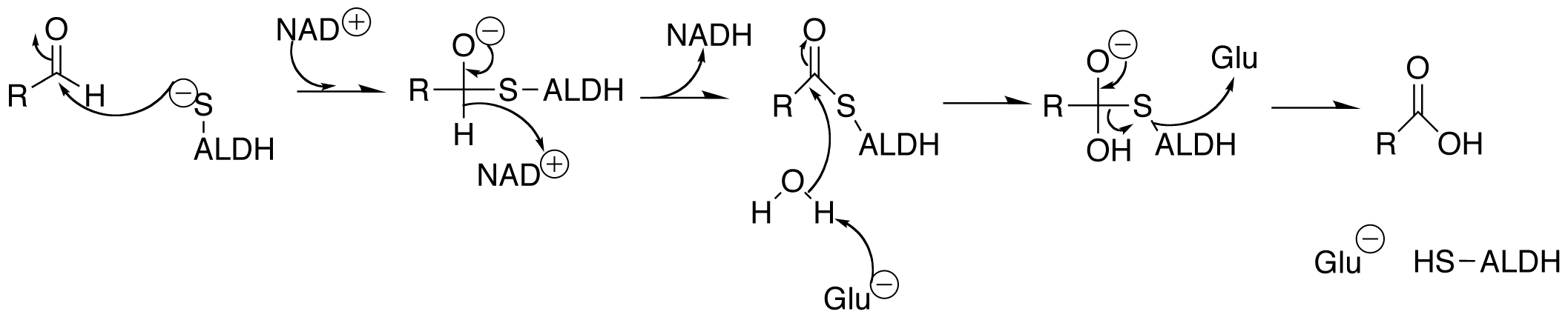
알데하이드 탈수소효소의 메커니즘에서 NAD^{+}를 전자 수용체로 사용하는 것에 주목해야 한다.

알데하이드는 많은 생리적 과정의 자연적인 부산물 뿐만 아니라 스모그와 자동차 배기 가스의 형태로 환경으로 배출되는 많은 산업적 과정의 결과물이다. 알데하이드가 뇌와 심막에 축적되면 사람의 건강에 해로울 수 있는데, 이느 알데하이드가 중요한 분자들과 함께 부가물을 형성하고 이들을 불활성화시킬 수 있기 때문이다.
알데하이드가 얼마나 광범위하게 퍼져 있는지를 고려할 때 알데하이드를 산화시켜 휘발성이 적은 화합물로 전환시키는 효소가 있어야 한다. 알데하이드 탈수소효소(ALDH)는 신체에서 독성 알데하이드를 제거하는 기능을 하는 NAD+ 의존성 효소로 주로 세포의 미토콘드리아에서 기능을 한다. 알데하이드 탈수소효소는 에탄올의 대사 중간생성물인 아세트알데하이드의 해독을 주로 담당한다. ALDH2 유전자(19가지의 알데하이드 탈수소효소 유전자 중 하나)의 돌연변이는 아세트알데하이드의 축적으로 인해 알코올(에탄올)을 마신 후 얼굴이 붉어지는 동아시아인들에게서 흔히 일어나는 것으로 나타났다. 이러한 아세트알데하이드의 축적은 또한 충분히 빨리 분해되지 않으면 두통과 구토(숙취 증상)을 유발하며, 이는 알데하이드 탈수소효소 결핍증이 있는 사람들이 알코올에 나쁜 영향을 보이는 또 다른 이유이다. 중요한 것은 알데하이드 탈수소효소가 부족하면 심근 경색의 위험이 증가하는 반면 활성화는 효소가 허혈로 인한 손상을 감소시키는 능력을 보여준다.
알데하이드 탈수소효소의 불활성화는 많은 암들의 메커니즘에서 중요한 역할을 하는 것으로 나타났다. 알데하이드 탈수소효소는 세포 분화, 세포 증식, 산화, 약물 내성에서 기능한다. 이들 효소는 인체에 존재하는 다양한 종류의 탈수소효소의 한 예일 뿐이다. 이들의 광범위한 기능과 불활성화 또는 돌연변이가 중요한 세포 과정에 미치는 영향은 신체의 항상성을 유지하는 데 있어 모든 탈수소효소의 중요성을 보여준다.

### 탈수소효소의 예
- 아세트알데하이드 탈수소효소
- 알코올 탈수소효소
- 델타12-지방산 탈수소효소
- 글루탐산 탈수소효소 (글루탐산을 α-케토글루타르산 또는 그 반대로 전환시킬 수 있는 효소)
- 젖산 탈수소효소 (혐기성 해당과정에서 NADH를 다시 NAD+로 전환시키는 데 사용되며, 역반응에서는 NADH를 생성함)
- 피루브산 탈수소효소 (NAD+를 사용하여 피루브산을 아세틸-CoA로 전환시키며, 아세틸-CoA를 시트르산 회로로 공급하는 일반적인 효소. 이 반응에서 기질은 산화될 뿐만 아니라 이산화 탄소(CO2)를 방출하고 CoA와 결합함)
- 포도당 6-인산 탈수소효소 (5탄당 인산 경로에 관여하며 NADPH를 생성함)
- 글리세르알데하이드 3-인산 탈수소효소 (해당과정에 관여하며, NAD+를 사용함)
- 소르비톨 탈수소효소

시트르산 회로에서의 예:
- 아이소시트르산 탈수소효소 (NAD+를 사용하며, NADP+를 사용하는 동질효소도 존재함)
- α-케토글루타르산 탈수소효소 (NAD+를 사용함)
- 석신산 탈수소효소 (FAD를 사용함)
- 말산 탈수소효소 (NAD+를 사용함)